# آرمن واردانیان
آرمن واردانیان (به ارمنی: Արմեն Վարդանյան؛ اوکراینی: Армен Фрунзікович Варданян؛ زادهٔ ۳۰ نوامبر ۱۹۸۲) یک کشتی‌گیر ارمنی‌تبار اهل اوکراین در دستهٔ ۶۶ کیلوگرم کشتی فرنگی است. او برندهٔ مدال برنز المپیک ۲۰۰۸ پکن و نائب قهرمان سه دورهٔ مسابقات قهرمانی کشتی جهان در سال‌های ۲۰۰۳، ۲۰۱۰ و ۲۰۱۵ است.